# 反鴉鯊科
反鴉鯊科（學名：Anacoracidae）是鼠鯊目下一個已滅絕的科，生存於白堊紀時期的海洋中，目前已知包含4個屬：Nanocorax、
皺渡鴉鯊屬、Scindocorax以及鴉鯊屬。其中反鴉鯊科中化石數量最多、知名度最高的成員是鴉鯊屬，是這白堊紀當時最常見的海洋掠食之一。原先置於反鴉鯊科下的星渡鴉鯊屬與偽渡鴉鯊屬目前則改分類至偽鴉鯊科下。